# Heteralonia gressitti
Heteralonia gressitti är en tvåvingeart som beskrevs av Neal L. Evenhuis 1979. Heteralonia gressitti ingår i släktet Heteralonia och familjen svävflugor. Inga underarter finns listade i Catalogue of Life.